# Cornelius Lanczos
Cornelius Lanczos (hongarès: Lánczos Kornél)  (Székesfehérvár, 2 de febrer de 1893 - Budapest, 25 de juny de 1974) va ser un matemàtic hongarès.

## Vida i Obra
Lanczos va néixer en una família jueva que el 1906 es va canviar el seu cognom, Lőwy, per "hongaritzar-lo"; el seu pare era un conegut advocat. Després d'acabar els estudis secundaris al institut catòlic, va ingressar a la universitat de Budapest en la qual es va graduar el 1915, tenint Loránd Eötvös com a professor de física i Lipót Fejér de matemàtiques.
Després de la graduació va ser assistent de Károly Tangl a la universitat tecnològica de Budapest, mentre preparava la seva tesi doctoral que va defensar el 1921 a la universitat de Szeged, sota la supervisió de Rudolf Ortvay, amb qui va continuar mantenint contacte inclòs quan era lluny d'Hongria.
A continuació de doctorar-se i degut a l'empitjorament de l'atmosfera política del seu país, el va abandonar per anar a Alemanya a donar classes a la universitat de Friburg de Brisgòvia (1921-1924) i a la universitat de Frankfurt (1924-1931); durant el curs 1928-29 va ser assistent d'Albert Einstein a la universitat de Berlín. El 1931 va ser professor invitat a la universitat de Purdue (Indiana, Estats Units) i com que la situació política a Alemanya tampoc era gaire favorable, va aconseguir quedar-s'hi fins al 1946. Durant la Segona Guerra Mundial va estar donant classes als enginyers de la Boeing i el 1946 va acceptar un lloc de treball en aquesta empresa. El 1949 va ser contractat per l'Institut d'Anàlisi Numérica del Institut Nacional d'Estàndards i Tecnologia, però, paradoxalment, va caure sota les sospites del Comitè d'Activitats Anti-americanes i el 1954 va abandonar novament el país per establir-se4 a Dublín, acceptant una invitació del primer ministre, Eamon de Valera, per ser investigador i professor de l'Institut d'Estudis Avançats de Dublín.
L'estiu del 1974, durant un viatge de visita de cortesia a les universitats de Budapest i de Szeged, va tenir un atac de cor i va morir a Budapest.
Lanczos va publicar més de 120 articles i llibres científics. Les seves Obres Escollides en sis volums es van publicar el 1998.